# Randolph Wood
Randolph Wood, dit Randy Wood, (né le 12 octobre 1963 à Princeton dans l'État du New Jersey aux États-Unis) est un joueur professionnel américain de hockey sur glace. Il évoluait au poste d'ailier gauche.
Son fils Miles Wood est également joueur de hockey professionnel.

## Biographie
Il est né à Princeton au New Jersey alors que son père, Norman Wood, était l'entraîneur de l'équipe de hockey de l'Université de Princeton. Il a par la suite grandit dans la ville de Manchester au Massachusetts. De 1982 à 1986, il a fait ses études à l'Université Yale et a joué pour l'équipe des Bulldogs. Il marque 25 buts et dépasse les 50 points en une trentaine de parties à chacune de ses deux dernières saisons avec l'équipe. 
Sa carrière universitaire terminée, il devient agent libre et signe avec les Islanders de New York en septembre 1986. Après une saison où il a majoritairement joué avec le club-école des Islanders, les Indians de Springfield, il devient un joueur régulier avec l'équipe new-yorkaise en 1987-1988. Sa meilleure saison en termes de points est en 1989-1990, alors qu'il réalise 48 points, dont 24 buts.
Le 25 octobre 1991, il est impliqué dans une transaction majeure entre les Islanders et les Sabres de Buffalo : il rejoint les Sabres en compagnie de Randy Hillier et Pat LaFontaine alors que Benoît Hogue, Uwe Krupp, Dave McLlwain et Pierre Turgeon prennent le chemin inverse.
Après trois saisons avec les Sabres, il rejoint les Maple Leafs de Toronto via le ballotage en janvier 1995. La saison suivante, après avoir passé la première partie de la saison avec Toronto, il est échangé aux Stars de Dallas avec Benoît Hogue contre Dave Gagner et un choix de repêchage. 
Devenu agent libre, il retourne avec les Islanders peu avant le début de la saison 1996-1997, mais ne réalise que 11 points en 65 points. Sa production offensive ayant considérablement diminuée, il se retire au terme de la saison. Il se retire avec 741 matchs joués et 334 points produits dans la LNH.
Il a représenté les États-Unis au niveau international, jouant deux fois le championnat du monde et une fois le tournoi de la Coupe Canada, qui est organisée par la LNH.

## Statistiques

### En club
| Saison     | Équipe                 | Ligue      |     | Saison régulière | Saison régulière | Saison régulière | Saison régulière | Saison régulière |   | Séries éliminatoires | Séries éliminatoires | Séries éliminatoires | Séries éliminatoires | Séries éliminatoires |
| Saison     | Équipe                 | Ligue      | PJ  | B                | A                | Pts              | Pun              | PJ               | B | A                    | Pts                  | Pun                  |                      |                      |
| 1982-1983  | Université Yale        | ECAC       | 26  | 5                | 14               | 19               | 10               | -                | - | -                    | -                    | -                    |                      |                      |
| 1983-1984  | Université Yale        | ECAC       | 18  | 7                | 7                | 14               | 10               | -                | - | -                    | -                    | -                    |                      |                      |
| 1984-1985  | Université Yale        | ECAC       | 32  | 25               | 28               | 53               | 23               | -                | - | -                    | -                    | -                    |                      |                      |
| 1985-1986  | Université Yale        | ECAC       | 31  | 25               | 30               | 55               | 26               | -                | - | -                    | -                    | -                    |                      |                      |
| 1986-1987  | Indians de Springfield | LAH        | 75  | 23               | 24               | 47               | 57               | -                | - | -                    | -                    | -                    |                      |                      |
| 1986-1987  | Islanders de New York  | LNH        | 6   | 1                | 0                | 1                | 4                | 13               | 1 | 3                    | 4                    | 14                   |                      |                      |
| 1987-1988  | Islanders de New York  | LNH        | 75  | 22               | 16               | 38               | 80               | 5                | 1 | 0                    | 1                    | 6                    |                      |                      |
| 1987-1988  | Indians de Springfield | LAH        | 1   | 0                | 1                | 1                | 0                | -                | - | -                    | -                    | -                    |                      |                      |
| 1988-1989  | Islanders de New York  | LNH        | 77  | 15               | 13               | 28               | 44               | -                | - | -                    | -                    | -                    |                      |                      |
| 1988-1989  | Indians de Springfield | LAH        | 1   | 1                | 1                | 2                | 0                | -                | - | -                    | -                    | -                    |                      |                      |
| 1989-1990  | Islanders de New York  | LNH        | 74  | 24               | 24               | 48               | 39               | 5                | 1 | 1                    | 2                    | 4                    |                      |                      |
| 1990-1991  | Islanders de New York  | LNH        | 76  | 24               | 18               | 42               | 45               | -                | - | -                    | -                    | -                    |                      |                      |
| 1991-1992  | Islanders de New York  | LNH        | 8   | 2                | 2                | 4                | 21               | -                | - | -                    | -                    | -                    |                      |                      |
| 1991-1992  | Sabres de Buffalo      | LNH        | 70  | 20               | 16               | 36               | 65               | 7                | 2 | 1                    | 3                    | 6                    |                      |                      |
| 1992-1993  | Sabres de Buffalo      | LNH        | 82  | 18               | 25               | 43               | 77               | 8                | 1 | 4                    | 5                    | 4                    |                      |                      |
| 1993-1994  | Sabres de Buffalo      | LNH        | 84  | 22               | 16               | 38               | 71               | 6                | 0 | 0                    | 0                    | 0                    |                      |                      |
| 1994-1995  | Maple Leafs de Toronto | LNH        | 48  | 13               | 11               | 24               | 34               | 7                | 2 | 0                    | 2                    | 6                    |                      |                      |
| 1995-1996  | Maple Leafs de Toronto | LNH        | 46  | 7                | 9                | 16               | 36               | -                | - | -                    | -                    | -                    |                      |                      |
| 1995-1996  | Stars de Dallas        | LNH        | 30  | 1                | 4                | 5                | 26               | -                | - | -                    | -                    | -                    |                      |                      |
| 1996-1997  | Islanders de New York  | LNH        | 65  | 6                | 5                | 11               | 61               | -                | - | -                    | -                    | -                    |                      |                      |
| Totaux LNH | Totaux LNH             | Totaux LNH | 741 | 175              | 159              | 334              | 603              | 51               | 8 | 9                    | 17                   | 40                   |                      |                      |

### En équipe nationale
| Année | Compétition          |    | PJ | B | A | Pts | Pun       |  | Résultat |
| 1986  | Championnat du monde | 4  | 0  | 0 | 0 | 4   | 6e place  |  |          |
| 1989  | Championnat du monde | 10 | 1  | 1 | 2 | 6   | 6e place  |  |          |
| 1991  | Coupe Canada         | 3  | 0  | 2 | 2 | 0   | Finaliste |  |          |

## Trophées et honneurs personnels
- 1982-1983 : nommé dans la deuxième équipe d'étoiles de l'ECAC.
- 1984-1985 : nommé dans la deuxième équipe d'étoiles de l'ECAC.
- 1985-1986 : 
  - nommé dans la première équipe d'étoiles de l'ECAC.
  - nommé dans la deuxième équipe d'étoiles de la région Est de la NCAA.